# Отбор (мультфильм)
«Отбор» — российско-британский мультипликационный фильм 1997 года. Фильм участвовал в Тарусе-1998. Последний фильм режиссера Владимира Арбекова.

## Сюжет
Первый фильм российско-британского мультсериала «Медвежья спасательная служба». Удачливый бизнесмен Белый Медведь решает отойти от бизнеса и организовать всемирную рок-н-рольную радиостанцию. Он путешествует по странам в поисках диджеев.

## Съёмочная группа
| режиссёр                  | Владимир Арбеков                                                     |
| сценарист                 | Саймон Бредфилд                                                      |
| художник-постановщик      | Николай Кошкин                                                       |
| художники-мультипликаторы | Ольга Светкова, Дмитрий Куликов, Владимир Шевченко, Антонина Алёшина |
| оператор                  | Кабул Расулов                                                        |
| продюсер                  | Сергей Скулябин                                                      |
| композиторы               | Барри Кирш, Адриан Саттон                                            |
| звукооператор             | Питер Джефриз                                                        |

## История создания
- В 1995-98 гг. по контракту с фирмой «Посейдон» студия «Союзмультфильм» участвовала в производстве российско-британского сериала «Медвежья спасательная служба».[1]